# Niederländischer Literaturkanon
Als niederländischer Literaturkanon werden Auflistungen bezeichnet, deren Ziel es ist, die bedeutendsten Werke der niederländischen Literatur in einem Kanon zusammenzutragen. Dazu gehören vornehmlich der Kanon der niederländischen DBNL und MNL von 2002 sowie der im Frühjahr 2015 veröffentlichte und 2020 aktualisierte dynamische Kanon der flämischen KANTL.

## Kanon der MNL
Der Nederlandse literaire canon anno 2002 (deutsch: Niederländischer Literaturkanon von 2002) wurde von der Digitale Bibliotheek voor de Nederlandse Letteren im Zuge einer Befragung der Mitglieder der Maatschappij der Nederlandse Letterkunde erstellt.
Der Kanon basiert auf der Frage, welche zehn Texte dem Urteil der Befragten nach unbedingt zu den Klassikern der niederländischen Literatur gezählt werden müssten. Hierbei war es auch möglich, anstatt eines Buchtitels den Namen eines Autors zu nennen. Aus den Antworten wurden zwei Listen erstellt, die nach Häufigkeit der Nennung bzw. bei Gleichstand chronologisch geordnet sind.

### Autoren
1. Multatuli
2. Joost van den Vondel
3. Willem Frederik Hermans
4. Willem die Madocke maecte (Autor von Van den vos Reynaerde)
5. Louis Couperus
6. Gerard Reve
7. Pieter Corneliszoon Hooft
8. Willem Elsschot
9. Gerbrand Bredero
10. Martinus Nijhoff
11. Herman Gorter
12. Harry Mulisch
13. Nicolaas Beets (Hildebrand)
14. Nescio
15. Simon Vestdijk
16. Der Autor von Beatrijs
17. Hugo Claus
18. Ferdinand Bordewijk
19. Betje Wolff & Aagje Deken
20. Der Autor von Karel ende Elegast
21. Constantijn Huygens
22. Gerrit Achterberg
23. Louis Paul Boon
24. Hadewijch
25. Guido Gezelle
26. Hella Haasse
27. Jan Jacob Slauerhoff
28. Der Autor von Mariken van Nieumeghen
29. Frederik van Eeden
30. Paul van Ostaijen
31. Jakobus Cornelis Bloem
32. Ida Gerhardt
33. Der Autor von Elckerlijc
34. Jan Hendrik Leopold
35. Jan Wolkers
36. Edgar du Perron
37. Lucebert
38. Piet Paaltjens
39. Theo Thijssen
40. Marcellus Emants
41. Willem Kloos
42. Margaretha Vasalis
43. Der Autor des Wilhelmus
44. Herman Heijermans
45. Willem Bilderdijk
46. Carry van Bruggen
47. Annie M. G. Schmidt
48. Erasmus von Rotterdam
49. Der Autor der Abelespelen
50. Menno ter Braak
51. Jacob Cats
52. Jacob van Lennep
53. Cd. Busken Huet
54. H. Marsman
55. J. J. Voskuil
56. Jacob van Maerlant
57. Arthur van Schendel
58. Maurice Gilliams
59. Anna Blaman
60. Gerrit Kouwenaar
61. Penninc & Pieter Vostaert
62. Der Autor des Liedes Egidius waer bestu bleven
63. Lodewijk van Deyssel
64. Johan Huizinga
65. Heinrich von Veldeke
66. Pieter Langendijk
67. Remco Campert
68. F. Springer
69. A.F.Th. van der Heijden
70. Justus van Effen
71. Hieronymus van Alphen
72. Stijn Streuvels
73. Ina Boudier-Bakker
74. Karel van de Woestijne
75. Gerard Walschap
76. A. Alberts
77. Simon Carmiggelt
78. Marga Minco
79. Anne Frank
80. Cees Nooteboom
81. Tessa de Loo
82. Frans Kellendonk
83. Arnon Grunberg (Marek van der Jagt)
84. Jan van Ruusbroec
85. Der Autor von Ulenspieghel
86. Anna Bijns
87. Adriaen Valéry
88. Die Übersetzer der Staatenübersetzung
89. Jacob Campo Weyerman
90. Belle van Zuylen
91. Hendrik Tollens
92. De Schoolmeester (Gerrit van de Linde)
93. Paul Adriaan Daum
94. Jacques Perk
95. Henriette Roland Holst-van der Schalk
96. Pieter Cornelis Boutens
97. J. van Oudshoorn
98. Herman Teirlinck
99. Adriaan Roland Holst
100. Maria Dermoût
101. Marnix Gijsen
102. Belcampo
103. Godfried Bomans
104. Hans Faverey
105. Jan Cremer
106. Jeroen Brouwers
107. Maarten ’t Hart
108. Thomas Rosenboom

### Werke
1. Multatuli, Max Havelaar (1860)
2. Van den vos Reynaerde (13. Jhd.) (anonym, Willem die Madocke maecte)
3. Gerard Reve, De avonden (1947)
4. Joost van den Vondel, Gijsbrecht van Aemstel (1637)
5. W.F. Hermans, De donkere kamer van Damokles (1958)
6. Nicolaas Beets (Hildebrand), Camera Obscura (1839)
7. Beatrijs (Mitte 13. Jhd.) (anonym)
8. Karel ende Elegast (Ende 12. Jhd.) (anonym)
9. W.F. Hermans, Nooit meer slapen (1966)
10. P.C. Hooft, Lyrik (u. a. Lieder, Sonette)
11. Mariken van Nieumeghen (Anfang 16. Jhd.) (anonym)
12. Louis Couperus, Eline Vere (1889)
13. Herman Gorter, Mei (Gedicht, 1889)
14. Betje Wolff & Aagje Deken, Historie van mejuffrouw Sara Burgerhart (1782)
15. Louis Couperus, Van oude menschen, de dingen, die voorbij gaan... 1906.
16. Joost van den Vondel, Lucifer (1654)
17. Elckerlijc (15. Jhd.) (anonym)
18. Gerbrand Bredero, Spaanschen Brabander (1617)
19. Louis Paul Boon, De Kapellekensbaan (1953)
20. Hugo Claus, Het verdriet van België (1983)
21. Nescio, De uitvreter (1918)
22. Harry Mulisch, De ontdekking van de hemel (1992)
23. Louis Couperus, De kleine zielen (1901)
24. Willem Elsschot, Lijmen (1924)
25. P.C. Hooft, Nederlandsche Historien (1642–1647)
26. Nescio, Titaantjes (1918)
27. Ferdinand Bordewijk, Karakter (1938)
28. Edgar du Perron, Het land van herkomst (1935)
29. Ferdinand Bordewijk, Bint (1934)
30. Willem Elsschot, Het been (1938)
31. Frederik van Eeden, De kleine Johannes (1885–1906)
32. Het Wilhelmus (ca. 1572) (anonym)
33. Gerard Reve, Nader tot U (1966)
34. Theo Thijssen, Kees de jongen (1923)
35. Harry Mulisch, Het stenen bruidsbed (1959)
36. Ida Gerhardt, Verzamelde gedichten (1980)
37. Gerbrand Bredero, Groot Lied-boeck (postum, 1622)
38. Nescio, Dichtertje (1918)
39. Willem Elsschot, Kaas (1933)
40. Simon Vestdijk, Terug tot Ina Damman (1934)
41. Harry Mulisch, De aanslag (1982)
42. Hadewijch, Strofische gedichten (13. Jhd.)
43. Abelespelen (ca. 1400) (anonym)
44. Herman Gorter, Verzen (1890)
45. Marcellus Emants, Een nagelaten bekentenis (1894)
46. Multatuli, Woutertje Pieterse (1862–1877)
47. Jan Hendrik Leopold, Gedichten (postum, 1983)
48. Louis Couperus, De stille kracht (1900)
49. Martinus Nijhoff, Awater (1934)
50. J.C. Bloem, Verzamelde gedichten (1947)
51. Penninc & Pieter Vostaert, Roman van Walewein (Anfang 13. Jhd.)
52. Egidius waer bestu bleven (ca. 1350) (anonym)
53. Erasmus von Rotterdam, Lof der Zotheid (1509)
54. Willem Elsschot, Villa des Roses (1913)
55. Jan Jacob Slauerhoff, Verzamelde gedichten (postum, 1947)
56. Willem Elsschot, Verzameld werk (1957)
57. Gerrit Achterberg, Verzamelde gedichten (1962)
58. J. J. Voskuil, Het Bureau (1996–2000)
59. Joost van den Vondel, Hekeldichten (1646)
60. Simon Vestdijk, Anton Wachter-cyclus (1934–1960)
61. Gerard Reve, Op weg naar het einde (1963)
62. Jacob van Lennep, Ferdinand Huyck (1840)
63. Multatuli, Ideën (1862–1877)
64. Piet Paaltjens, Snikken en grimlachjes (1867)
65. Herman Heijermans, Op hoop van zegen (1900)
66. Johan Huizinga, Herfsttij der Middeleeuwen (1919)
67. Maurice Gilliams, Elias, of het gevecht met de nachtegalen (1936)
68. Martinus Nijhoff, Het uur U (1936)
69. Margaretha Vasalis, Parken en woestijnen (1940)
70. Martinus Nijhoff, Verzameld werk: gedichten (1954)
71. Jan Wolkers, Terug naar Oegstgeest (1965)
72. W.F. Hermans, Onder professoren (1975)
73. Ulenspieghel (ca. 1519) (anonym)
74. P.C. Hooft, Granida (1603–1604)
75. P.C. Hooft, Geeraerdt van Velsen (1613)
76. P.C. Hooft, Warenar (1617)
77. Joost van den Vondel, Palamedes (1625)
78. Statenbijbel (1637) (verschiedene Übersetzer)
79. Hieronymus van Alphen, Kleine gedigten voor kinderen (1778–1782)
80. Jacob van Lennep, De roos van Dekama (1836)
81. Frederik van Eeden, Van de koele meren des doods (1900)
82. Jan Hendrik Leopold, Cheops (1916)
83. Carry van Bruggen, Prometheus (1919)
84. Paul van Ostaijen, Verzameld werk: poëzie (postum, 1952)
85. Anne Frank, Het Achterhuis (postum, 1947)
86. Hella Haasse, Oeroeg (1948)
87. Hella Haasse, Het woud der verwachting (1949)
88. Simon Vestdijk, De kellner en de levenden (1949)
89. Hugo Claus, Oostakkerse gedichten (1955)
90. Jan Cremer, Ik, Jan Cremer (1964)
91. Frans Kellendonk, Mystiek lichaam (1986)
92. Jacob Cats, Trouringh (1637)
93. Constantijn Huygens, Korenbloemen (1658, 1672)
94. Pieter Langendijk, Wiskunstenaars of 't gevluchte juffertje (1715)
95. Hendrik Tollens, Overwintering der Hollanders op Nova Zembla (1819)
96. Gerrit van de Linde, Gedichten van den schoolmeester (1859)
97. Petrus Augustus de Génestet, Dichtwerken (postum, 1869)
98. Jacques Perk, Mathilde (ca. 1879)
99. Conrad Busken Huet, Het land van Rembrand (1882–1884)
100. Lodewijk van Deyssel, Een liefde (1887)
101. Arthur van Schendell, Een zwerver verliefd (1904)
102. Louis Couperus, De berg van licht (1905–1906)
103. Louis Couperus, Iskander (1920)
104. Paul van Ostaijen, Bezette stad (1921)
105. J.C. Bloem, 'De Dapperstraat' (1924)
106. Martinus Nijhoff, Vormen (1924)
107. Carry van Bruggen, Eva (1927)
108. Jan Jacob Slauerhoff, Schuim en asch (1930)
109. Jan Jacob Slauerhoff, Het verboden rijk (1932)
110. Forum (1932–1935) (Zeitschrift)
111. Gerard Walschap, Houtekiet (1939)
112. Jan de Hartog, Hollands glorie (1940)
113. Godfried Bomans, Erik of Het klein insectenboek (1941)
114. Willem Elsschot, Het dwaallicht (1946)
115. Simon Vestdijk, De vuuraanbidders (1947)
116. W.F. Hermans, De tranen der acacia's (1949)
117. Simon Vestdijk, De koperen tuin (1950)
118. Louis Paul Boon, Menuet (1955)
119. Remco Campert, Het leven is vurrukkulluk (1961)
120. Nescio, Verzameld werk (postum, 1996)
121. Hugo Claus, Omtrent Deedee (1963)
122. Frank Martinus Arion, Dubbelspel (1973)
123. Lucebert, Verzamelde gedichten (1974)
124. Maarten ’t Hart, Een vlucht regenwulpen (1978)
125. Tessa de Loo, De Tweeling (1993)

## Kanon der KANTL
Der Dynamische canon van de Nederlandstalige literatuur vanuit Vlaams perspectief (deutsch: dynamischer Kanon der niederländischsprachigen Literatur aus flämischer Perspektive) wurde im Auftrag des Vlaams Fonds voor de Letteren (VFL) sowie der Koninklijke Academie voor Nederlandse Taal en Letteren (KANTL) durch eine eigens dafür beauftragte Kommission erstellt. Er umfasst derzeit „50+1“ Beiträge. Da der Schriftsteller Jef Geeraerts während der Zusammenstellung des Kanons verstorben war, fügte die Kommission dessen Buch Gangreen 1 (Black Venus) in letzter Sekunde zur Liste hinzu. Dies soll nach eigener Aussage verdeutlichen, dass der Kanon nicht als in Stein gemeißeltes Inventar sogenannter Pflichtliteratur aufzufassen ist. Vielmehr möchte der Kanon als Inspirationsquelle und Leitfaden zur Leseförderung gesehen werden.
Letzterem Umstand wird seit 2020 durch den blinden Fleck Rechnung getragen, der die 51. Position des Kanons einnimmt. Hier soll die Debatte eröffnet und geführt werden, welches wesentliche Werk im blinden Fleck des Auswahlkomitees hängen geblieben ist. Auf der Webseite können sogenannte Plädoyers als Text, Video oder Audio eingesandt werden, die sich für die Aufnahme eines bestimmten Werks in den Kanon aussprechen.
Das Projekt versucht einen Konsens abzubilden, der sich im Laufe der Jahre und Jahrhunderte herausgebildet hat. Er soll das literarische Erbe bewahren und einem kulturellen Gedächtnisverlust entgegenwirken. Bei der Auswahl spielten auch der literarisch-ästhetische Wert der Werke sowie die Nutzbarkeit im Unterricht eine Rolle.
Eine erste Liste wurde 2015 veröffentlicht. Die folgende Liste entspricht dem Update vom 26. Juni 2020 und ist chronologisch geordnet:
1. Heinrich von Veldeke, Minneliederen (1170–1190)
2. Hadewijch, Lieder (ca. 1240)
3. Penninc und Pieter Vostaert, Walewein (Mitte 13. Jhd.)
4. Van den vos Reynaerde (ca. 1260)
5. Jacob van Maerlant, Der naturen bloeme (ca. 1270)
6. Karel ende Elegast (vor 1325)
7. Jan van Ruusbroec, Die geestelike brulocht (ca. 1343)
8. Beatrijs (vor 1374)
9. Lanseloet van Denemerken (ca. 1400)
10. Gruuthuseliedboek (ca. 1400)
11. Elckerlijc (zweite Hälfte des 15. Jhd.)
12. Mariken van Nieumeghen (ca. 1515)
13. Anna Bijns, Refreinen (erste Sammlung, 1528)
14. Antwerps Liedboek (Antwerpen: Jan Roulans, 1544)
15. Gerbrand Bredero, Spaanschen Brabander (1617)
16. P.C. Hooft, Gedichten van den heere P.C. Hooft (1636)
17. Joost van den Vondel, Poëzy of verscheide gedichten (1650)
18. Joost van den Vondel, Lucifer (1654)
19. Constantijn Huygens, Korenbloemen (1658)
20. Hendrik Conscience, De leeuw van Vlaenderen (1838)
21. Multatuli, Max Havelaar (1860)
22. Herman Gorter, Verzen (1890)
23. Guido Gezelle, Rijmsnoer om en om het jaar (1897)
24. Frederik van Eeden, Van de koele meren des doods (1900)
25. Louis Couperus, De stille kracht (1900)
26. Karel van de Woestijne, Het vader-huis (1903)
27. Felix Timmermans, Pallieter (1916)
28. Nescio, Dichtertje, De uitvreter, Titaantjes (1918)
29. Cyriel Buysse, Tantes (1924)
30. Stijn Streuvels, Het leven en de dood in den ast (1926)
31. Paul van Ostaijen, Nagelaten gedichten (1928)
32. Martinus Nijhoff, Nieuwe gedichten (1934), darin das Gedicht Awater
33. Maurice Gilliams, Elias of het gevecht met de nachtegalen (1936)
34. Ferdinand Bordewijk, Karakter (1938)
35. Gerard Walschap, Houtekiet (1939)
36. Gerrit Achterberg, Eiland der ziel (1939)
37. Margaretha Vasalis, Parken en woestijnen (1940)
38. Willem Elsschot, Het dwaallicht (1946)
39. Gerard Reve, De Avonden (1947)
40. Hella Haasse, Oeroeg (1948)
41. Lucebert, apocrief/de analphabetische naam (1952)
42. Louis Paul Boon, De Kapellekensbaan / Zomer te Ter-muren (1953/1956)
43. Ida G.M. Gerhardt, Het levend monogram (1955)
44. Hugo Claus, De Oostakkerse gedichten (1955)
45. Willem Frederik Hermans, De donkere kamer van Damokles (1958)
46. Ivo Michiels, Het boek alfa (1963)
47. J.C. Bloem, Verzamelde gedichten (1965)
48. Jan Wolkers, Turks fruit (1969)
49. Hugo Claus, Het verdriet van België (1983)
50. Harry Mulisch, De ontdekking van de hemel (1992)
51. De blinde vlek

Folgende Änderungen ergaben sich im Vergleich zur Liste von 2015:
1. Heinrich von Veldeke, Leven van Sint-Servaas (1170/1180) ersetzt durch Minneliederen (1170–1190)
2. Geuzenliederen (eine Ausgabe mit Het Wilhelmus) (1577–1578/1626) scheidet aus
3. Constantijn Huygens, Trijntje Cornelis (1653) ersetzt durch Korenbloemen (1658)
4. Willem Kloos, Verzen (1894) scheidet aus
5. Frederik van Eeden, Van de koele meeren des doods (1900) kommt neu hinzu
6. Felix Timmermans, Pallieter (1916) kommt neu hinzu
7. Cyriel Buysse, Het gezin van Paemel (1903) ersetzt durch Tantes (1924)
8. Richard Minne, Wolfijzers en schietgeweren (1942) scheidet aus
9. Louis Paul Boon, De Kapellekensbaan wird erweitert um Zomer te Ter-muren (1953/1956)
10. Willem Frederik Hermans, Nooit meer slapen (1966) ersetzt durch De donkere kamer van Damokles (1958)
11. Jef Geeraerts, Gangreen 1 (Black Venus) (1968) scheidet aus
12. Harry Mulisch, De aanslag (1982) ersetzt durch De ontdekking van de hemel (1992)
13. Der blinde Fleck kommt neu hinzu